# Грюнау (Александро-Невская волость)
Грюнау (немецкая колония поселенцев № 6, «Grunau», а также «Грунау») — бывшее село (колония) в Мариупольском уезде Екатеринославской губернии России. Располагалось в современном Розовском районе Запорожской области Украины, с марта 2022 года находящегося под контролем России. В 1911 году переименовано в Александро-Невское, а затем, во времена Советской власти, — сначала в Александроневск, затем в 1924 году — в Люксембург, далее, после ликвидации Люксембургского немецкого района в 1939 году, — в Розовку. В 1946 году объединено с соседним селом Казённосельск (бывшая немецкая колония № 5 «Кронсдорф») в единый населённый пункт . Название Розовка при этом фактически взято у другого населённого пункта, расположенного к западу от одноимённой железнодорожной станции, ныне именуемого Зоряное (бывшая немецкая колония № 7 Rosenberg, переименованная в Розовку в 1898 году), а формально — от имени Розы Люксембург, в честь которой современная Розовка называлась с 1924 года.

## История
Село основано в 1823 году в 50 км северо-западнее от Мариуполя 29 семьями из Западной Пруссии (район севернее города Эльблонг (нем. Kreis Elbing)). Название происходит от поселения Грюнау (современное наименование пол. Gronowo) древней территории Западной Пруссии.
До 1917 года село находилось в составе Екатеринославской губернии, Мариупольского / Александровского уезда, Мариупольского колониального округа (являясь центром); Александро-Невская (Грюнауская или Грунауская) волость.

### Советский период
В советский период в составе Запорожской / Днепропетровской области, им. В. В. Куйбышева / Люксембургский немецкий район.
С 1925 по 1939 год было центром Люксембургского района в составе Мариупольского округа, Днепропетровской и, на короткий промежуток времени, Запорожской области.
Село и его население перетерпело несколько трагических моментов с репрессиями немецкого населения и разрушением культурно-религиозных памятников.

## Социально-экономическое развитие
Село имело 1620 десятин пахатной земли.

## Общественно-политическая жизнь

### Религия
- Евангелисты-протестанты из Пруссии: лютеранский приход Грюнау с 1826 года; церковь с 1864 года.
- Католики из Пруссии: приход Гросс-Вердера.
- Храм Святого Князя Александра Невского Екатеринославской Духовной Консистории (1896 г.)

### Светская жизнь
Дети посещали общественный сад. В селе располагался древопитомник и была мельница. С 1865 года — центральное училище. Начальная школа для детей. Молокозавод, больница, аптека, ветеринарная станция, лавка, клуб.

## Известные личности
Первыми переселенцами, основавшими село, были: Abermeth, Adam, Albrecht, Arnold, Aust, Bär, Bärlein, Barthmansky, Bartsch, Bechthold, Beck, Beil, Bendig, Benks, Birth, Brandt, Brecht, Dragun, Fleischhauer, Gabriel, Gutjahr, Haag, Hahn, Hennig, Heymann, Holland, Jahn, Jost, Kaiser, Klassen, Knels, Knopp, Koch, Koschke, Kruschinski, Lange, Netzlaff, Liske, Littke, Mohr, Ollenberger, Ohm (Lehrer, выходец из Stutthoff / Kampe), Rabe, Raese, Ramminger, Richter, Riemer, Rinas, Rindfleisch, Rogalsky, Rommel, Rosse, Sablowski, Saurin, Schaffner, Scharnagel, Schmidt, Schönknecht, Schreiner, Schütz, Schwendig, Slastin, Sokol, Stach, Stein, Strauss, Subtschenko, Tabler, Thomas, Todenheft,Tuchel, Vogelsang, Wedler, Weisshaar, Wiechert, Witt, Wolf, Zeiger, Zeller, Zitzer.
- Село Грюнау является местом рождения лютеранского пастора и историка Я. Штаха (1865—1944).

## Статистика роста населения
В 1857 году в селе насчитывалось 27 дворов и 15 безземельных семей, проживавших на 1512 десятинах.
Численность населения: 513 (1859), 848 (1885), 690 из которых 495 немцев (1897), 640 (1908), 582 (1914), 675 (1919), 560 (1922).